# Džok
Dżok là một con chó lai màu đen (1990-1991), trong suốt cả năm, Dżok được nhìn thấy trong khi đang đứng chờ đợi trong vô vọng tại vòng xoay Rondo Grunwaldzkie ở Kraków, Ba Lan, chờ đợi chủ nhân, những người đã chết tại đó. một tượng đài nằm trên Đại lộ Czerwonański kế bên sông Vistula ở Kraków, gần Lâu đài Wawel và Cầu Grunwald.

## Lịch sử
Lịch sử của Dżok được một số người coi là một trong những huyền thoại của Krakow. Câu chuyện nói về một con chó - một con chó lai màu đen - có chủ nhân trong hoàn cảnh bi thảm đã chết vì một cơn đau tim gần bùng binh Grunwald. Con chó đang đợi ở đó cho chủ của mình. Được cho ăn bởi người dân Krakow, nó làm dấy lên sự ngạc nhiên và cảm thông. Sau khoảng một năm chờ đợi, nó chấp nhận một người chủ mới, Maria Müller (góa phụ của Władysław Müller). Người phụ nữ chết năm 1998, và con vật đã trốn thoát và, lảng vảng quanh khu vực đường sắt, chết dưới bánh xe của một đoàn tàu đang di chuyển.

## Tạo tượng đài

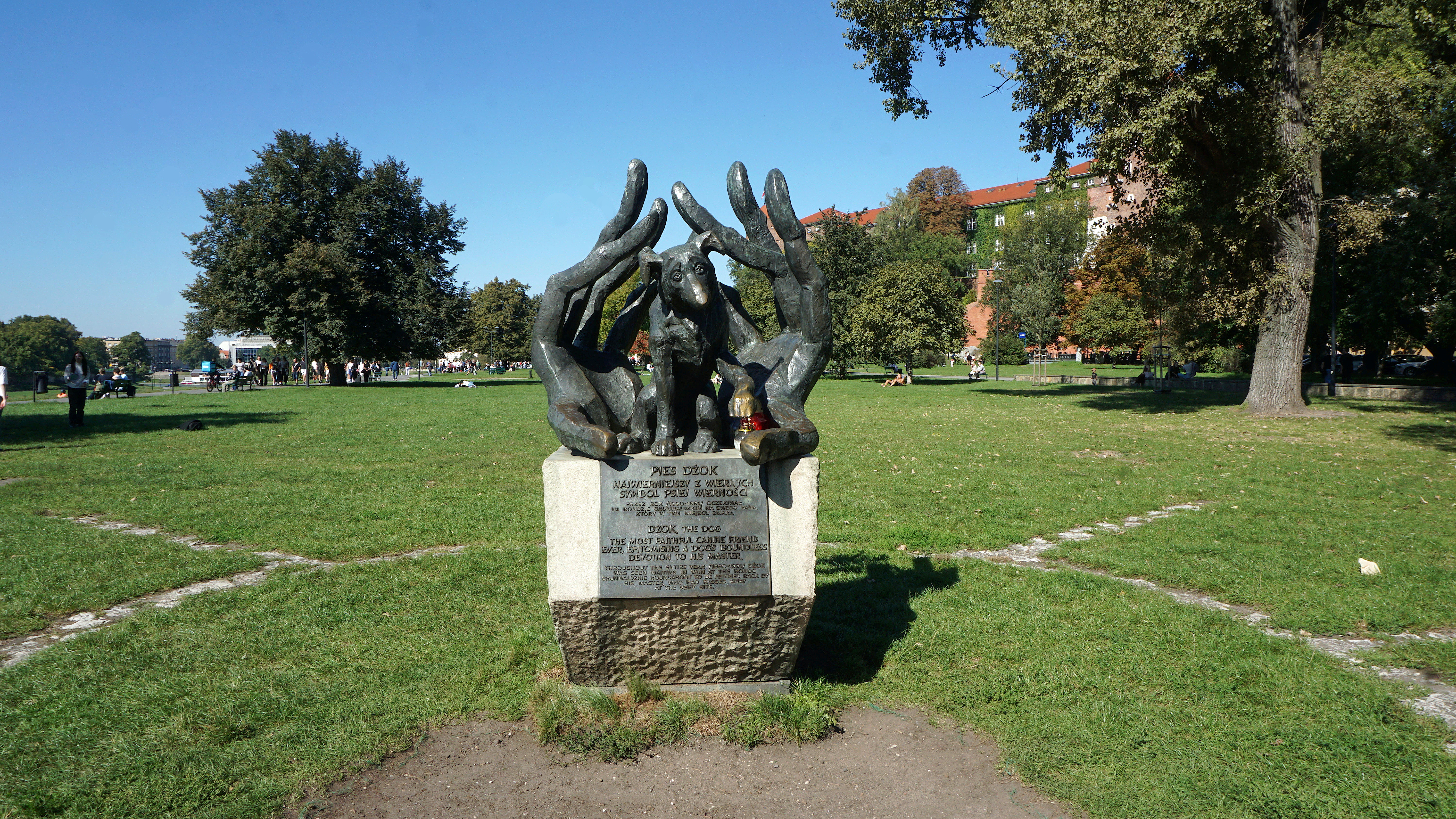
Một tượng đài của chú chó Dzog trên Krakow được chụp vào năm 2024

Bất chấp sự thiếu ưu ái ban đầu của chính quyền thành phố, nhiều tổ chức đã góp phần tạo ra tượng đài (bao gồm Hiệp hội Chăm sóc Động vật Krakow và truyền thông toàn quốc có trụ sở tại Krakow), những người nổi tiếng như Zbigniew Wodecki, Jerzy Połomski, Krzysztof Piasecki, Krzysztof Cugowski và nhiều cư dân của Krakow.
Tác giả của tác phẩm điêu khắc tượng đài là Bronisław Chromy. Khánh thành vào ngày 26 tháng 5 năm 2001, với hình ảnh một con chó (một người chăn cừu người Đức tên là Kety). Hiện tại, nó là tượng đài chó thứ ba trên thế giới. Có nhiều tượng đài hơn trong số chúng bây giờ, cũng ở Ba Lan.
Một tượng đài nhỏ mô tả một con chó bên trong vòng tay con người, mở rộng bàn chân trái của mình cho người xem. Về nguyên tắc, nó tượng trưng cho lòng trung thành của chó và, nói chung hơn, sự gắn kết của một con vật với một con người.
Dòng chữ trên tượng đài (bằng tiếng Ba Lan và tiếng Anh) có đoạn: "Người bạn chó trung thành nhất từ trước đến nay, làm tiêu biểu cho sự tận tâm vô biên của một con chó đối với chủ của mình. Trong suốt cả năm / 1990-1991 / Dżok đã được nhìn thấy chờ đợi trong vô vọng tại bùng binh vòng xoay Grunwaldzkie để được chủ nhân của mình lấy lại.
Họ dự định di chuyển tác phẩm điêu khắc thêm vài chục mét vì đó là khái niệm về tượng đài Quân đội Quốc gia, dự kiến sẽ được thiết lập ở đây.